# الدين الماليزي الشعبي

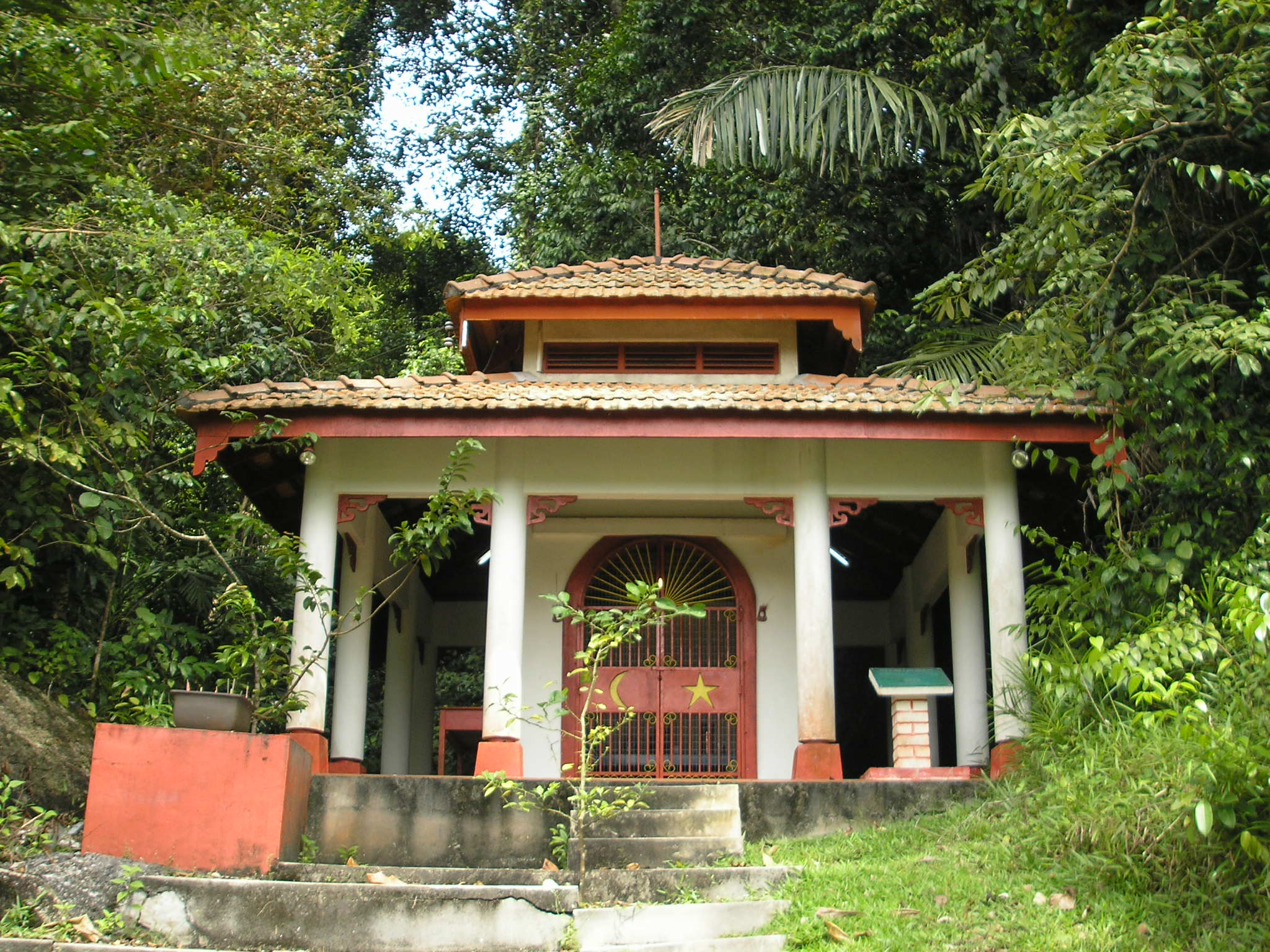

يشير الدين الشعبي الماليزي إلى المعتقدات والشعائر الأرواحية متعددة الآلهة التي لم يزل يعتقدها كثير من الناس في ماليزيا ذات الأغلبية المسلمة. يمارس الدين الشعبي الماليزي جهرًا أو سرًّا حسب نوع الشعائر التي تؤدَّى.
لا تقرّ الحكومة ببعض أنواع الإيمان بوصفها دينًا لأسباب إحصائية ولكنها لا تمنع هذه الممارسات قانونيًّا. إن بين الدين الماليزي الشعبي الأهلي، والدين الصيني الشعبي الذي يعتنقه الماليزيون الصينيون اتصالًا عميقًا.

## نظرة عامّة
يمارس الناس أنواعًا مختلفة من الدين الشعبي الماليزي في أرجاء البلد. يؤدي ناسٌ يسمّون البوموهات شعائر شامانية، وقد يسمون أيضًا باوانغ أو دوكون. معظم الشعوب الأصلية في ماليزيا أرواحيون ويؤمنون بأن الأرواح تسكن في أشياء معينة. ولكن بعضهم تحول إلى الأديان السائدة بسبب الدعوة الإسلامية التي تمولها الحكومة أو بسبب المبشرين المسيحيين.
في شرق ماليزيا، لم يزل يعتنق الأرواحية عدد متناقص من المجموعات القبلية البورنية المتعددة. أما الصينيون فيعتنقون دينهم الشعبي وهو أرواحي أيضًا في طبيعته. تستعمل كلمة البوموه في أرجاء البلد للدلالة على أي إنسان له معرفة أو قدرة على أداء شعائر روحية محددة، منها الطب التقليدي، وهي أيضًا كلمة بديلة عن كلمة شامان. وإذا أطلقنا القول بالعموم، فإن عند الماليزيين معتقدًا خرافيًّا عميقًا، لا سيما في المناطق الريفية.

## التاريخ
تاريخيًّا، قبل وصول الإسلام وانتشاره في القرن الخامس عشر، وقبل انتشار المسيحية في القرن التاسع عشر، كان سكّان الأرض إما هندوسيين وإما على الأديان الأهلية. في شبه الجزيرة، يُقال إن عملية أسلمة واسعة بدأت عام 1409 بعد أن أصبح باراميسوارا سلطان ملقا مسلمًا، بعد أن تزوج أميرة من سلطنة ساموديرا باساي. ومنذ ذلك الوقت، تبنت سلطنات كثيرة في شبه الجزيرة الملاوية الإسلام. واستمر الإسلام يلعب دورًا مهمًّا في المجتمع الماليزي منذ ذلك الوقت وبعد استقلال ماليزيا.
وكذلك في شرق ماليزيا، كان الدين الشعبي شائعًا قبل وصول المبشرين المسيحيين من أوروبا. كانت ممارسة صيد الرؤوس شائعةً شيوعًا جيدًا في هذه المجتمعات.
ولم يزل في صباح أتباع للدين الأهلي المسمى الموموليانية: إذ يعبدون الإله الذي تعبده الشعوب الأصلية كينوانغان، وهو إله الرز، ويحتفلون بالكاماتان كل سنة، وهو مهرجان الحصاد. في مهرجان الحصاد هذا تؤدي الكاهنات الكبيرات (المعروفات بالبوبوهيزانات أو البوبوليانات في لهجة بوندو ليوان الدوسونية) شعائر معينة. اليوم، اعتنق معظم الشعوب الأصلية المسيحية، ولكن لم يزل بعضهم يحتفل بالكاماتان. ولكن عدد البوبوهيزانات انخفض انخفاضًا حادًّا وأصبحت هذه الرتبة على حافة الانقراض.
في سراوق، قيل إن الإيبانيين لم يزالوا يعتنقون الأرواحية، هم ومجموعات أخرى، ويقال إن هذه الأرواحية هي أكثر الأرواحيات تطورًا واتساقًا وعقلانية في العالم كله. يرتبط الدين الشعبي في شرق ماليزيا بدين كاهارينغان في كاليمانتان، في إندونيسيا، وهناك أقرّت به الحكومة الإندونيسية دينًا رسميًّا. ولكن الشعائر فيهما ليست متشابهة في كل شيء، بل تختلف باختلاف المجموعات العرقية التي تمارسها.

## الشامانية والعلاج التقليدي
لم يزل البوموهات الشامانات أو الأطباء السحرة يعملون بصنعتهم في ماليزيا. أُدمجت صنعة البوموه الملاوية في الإسلام، وهي ليست محرمة فيه. يعرف هؤلاء المعالجون أيضًا باسم الرقاة التقليديين ويعملون بديلًا للطب الحديث المتعارف عليه. ولكن هذه الصنعة نظر إليها المجتمع الماليزي أحيانًا نظرة سوء في بعض نواحيها لأن البوموهات عندهم القدرة على السحر وقد استعملوه على ناس فكان له تأثيرات سلبية. انخفض عدد البوموهات الذين يعملون بهذه الصنعة انخفاضًا كبيرًا أيضًا.
بوبوهيزانات صباح يعملون شامانات ومعالجين تقليديين. وهم أيضًا يعملون وسطاء روحيين ليتواصلوا مع الأرواح ويلعبون دورًا هامًّا في الشعائر التي تؤدي في الكاماتان، وهو مهرجان الحصاد عند الشعوب الأهلية الماليزية.
مؤخرًا اقتُرح أن الماليزيين في حاجة إلى الحفاظ على ممارسة البوموهات والشامانات الآخرين بوصفهم معالجين تقليديين ومكملين أو بديلًا للطب الحديث المتعارف عليه.